# Alice Coote

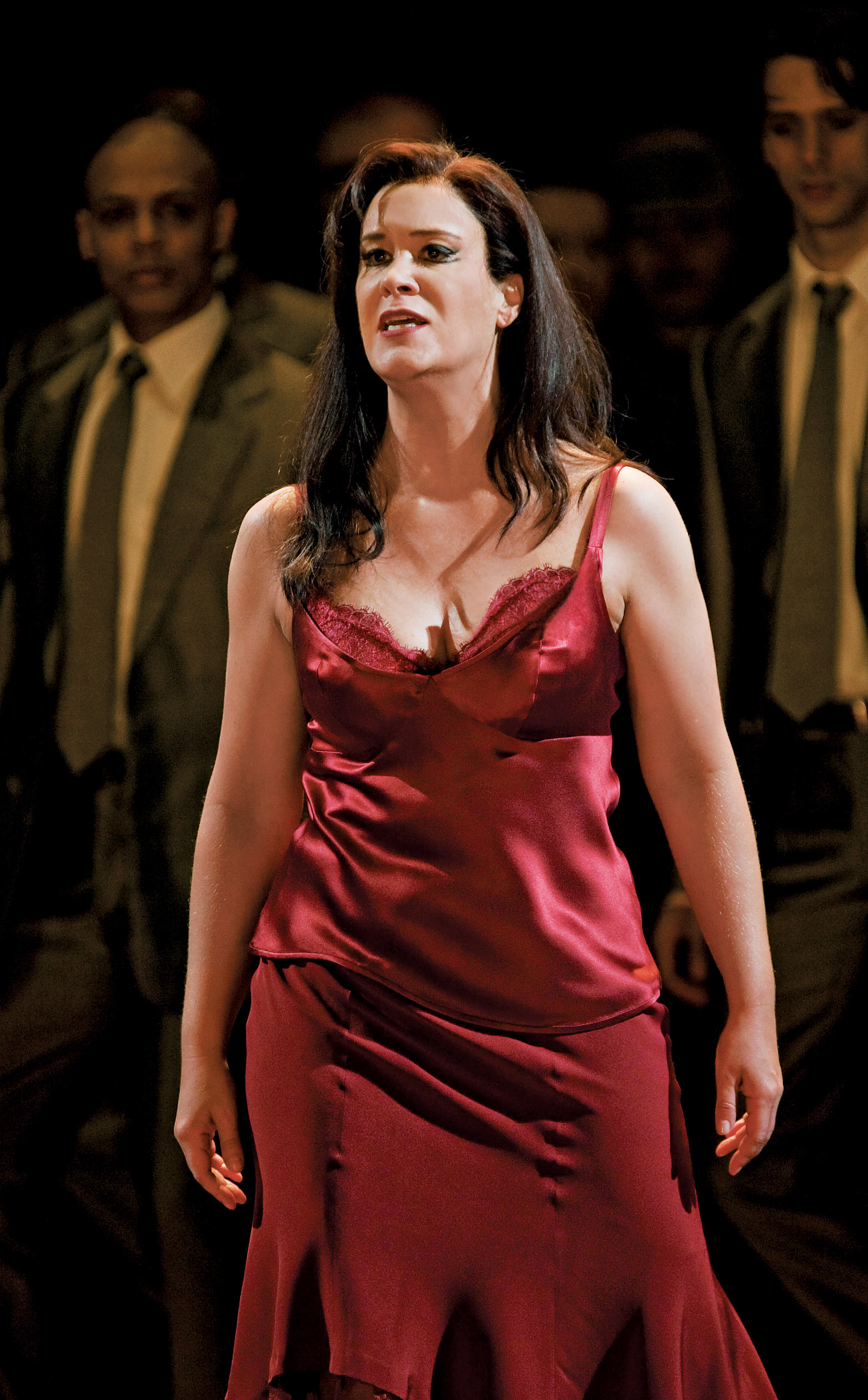
Alice Coote in Carmen

Alice Coote (* 10. Mai 1968 in Frodsham, Cheshire, England) ist eine englische Opernsängerin (lyrischer Mezzosopran).

## Leben
Alice Coote studierte an der Guildhall School of Music and Drama, am Royal Northern College of Music in Manchester und am National Opera Studio in London. Ihr Repertoire umfasst Oratorien von Bach und Händel, Lieder von Mahler, Debussy und Britten. Nach eigenem Bekunden hatte sie ihren Durchbruch beim Edinburgh Festival 2000 als Ruggiero in Händels Alcina und einige Wochen später als Monteverdis Poppea. Im folgenden Jahr hatte sie ihr Debüt in der Last Night of the Proms.
Sie sang mit dem London Philharmonic Orchestra, Hallé-Orchester, Orchestra of the Age of Enlightenment, Royal Liverpool Philharmonic Orchestra, Royal Philharmonic Orchestra, Concertgebouw-Orchester, Philharmonia Orchestra und den New Yorker Philharmonikern. Dirigenten waren Kent Nagano, Libor Pešek, Yehudi Menuhin, Pierre Boulez, Mark Elder, Esa-Pekka Salonen, Valery Gergiev, Christoph von Dohnányi, William Christie, Emmanuelle Haïm und Richard Hickox.
Nach Graham Johnson ist Julius Drake ihr „Mann am Klavier“. Mit ihm tritt sie regelmäßig in der Wigmore Hall in London, im Concertgebouw (Amsterdam) und in der Carnegie Hall auf. Judith Weir widmete ihr und Drake The Voice of Desire.

## Opern
Weltberühmt ist sie inzwischen als Opernsängerin. Bühnen waren die Covent Garden Opera, English National Opera, Opera North in Leeds, Welsh National Opera, Scottish Opera in Glasgow, Stuttgarter Oper, Het Muziektheater in Amsterdam, Pariser Oper, Nancy, Théâtre Graslin in Nantes/Angers, Metropolitan Opera, Los Angeles Music Center, Chicago, Seattle und die Salzburger Festspiele. Sie liebt Hosenrollen. Im November 2014 debütierte sie als Oktavian in der Wiener Staatsoper.
- Berlioz: La damnation de Faust – Oper Frankfurt
- Bizet: Carmen – English National Opera
- Britten: The Rape of Lucretia
- Donizetti: La favorite – Paris
- Donizetti: Lucrezia Borgia – Bayerische Staatsoper
- Gluck: Orfeo ed Euridice
- Händel: Alcina
- Händel: Ariodante – Oviedo
- Händel: Giulio Cesare – Metropolitan Opera
- Händel: Hercules – Chicago
- Händel: Orlando
- Humperdinck: Hänsel und Gretel – Covent Garden Opera, Metropolitan Opera, Glyndebourne
- Liebermann: Penelope
- Massenet: Cendrillon – London
- Massenet: Werther – Leeds, Frankfurt am Main
- Monteverdi: L’incoronazione di Poppea – Glyndebourne Festival Opera
- Mozart: La clemenza di Tito – Metropolitan Opera
- Mozart: Così fan tutte
- Mozart: Idomeneo – San Francisco Opera
- Mozart: Le nozze di Figaro
- Offenbach: Hoffmanns Erzählungen – San Francisco
- J. Strauss: Die Fledermaus
- R. Strauss: Ariadne auf Naxos – Chicago, München, Toronto
- R. Strauss: Der Rosenkavalier – Deutsche Oper Berlin, Grand Théâtre de Genève

## Ehrungen
- Brigitte-Fassbaender-Preis
- Kathleen-Ferrier-Preis